# Parcul Național Ranomafana
Parcul Național Ranomafana se află în partea de sud-est a Madagascarului în Haute Matsiatra și Vatovavy. 
Cu mai mult de 41.600 de hectare (161 mile pătrate) de pădure tropicală, este gazda pentru mai multe specii rare de floră și faună, inclusiv lemurul de bambus auriu , lemurul de bambus mai mare, lemurul alb și negru și sifaka Milne-Edwards, și peste 130 de specii de broaște. Pot fi observate specii de păsări, inclusiv role de pământ, vanga albastră, role de pământ cu picioare scurte și mesite maro  Parcul a fost înființat în 1991 cu scopul de a conserva biodiversitatea unică a ecosistemului local și de a reduce presiunile umane asupra ariei protejate. Face parte din patrimoniul mondial Pădurile tropicale din Atsinanana. Adiacent parcului se află stația de cercetare Centrul ValBio, înființată în 2003 și gestionată de Universitatea Stony Brook cu accent pe cercetarea biodiversității, sănătatea și educația comunității, artele mediului și reîmpădurire. Numele locului provine din sintagma  malgașă rano mafana „apă caldă”, pentru că există izvoare termale.